# Khuôn mẫu (tâm lý)

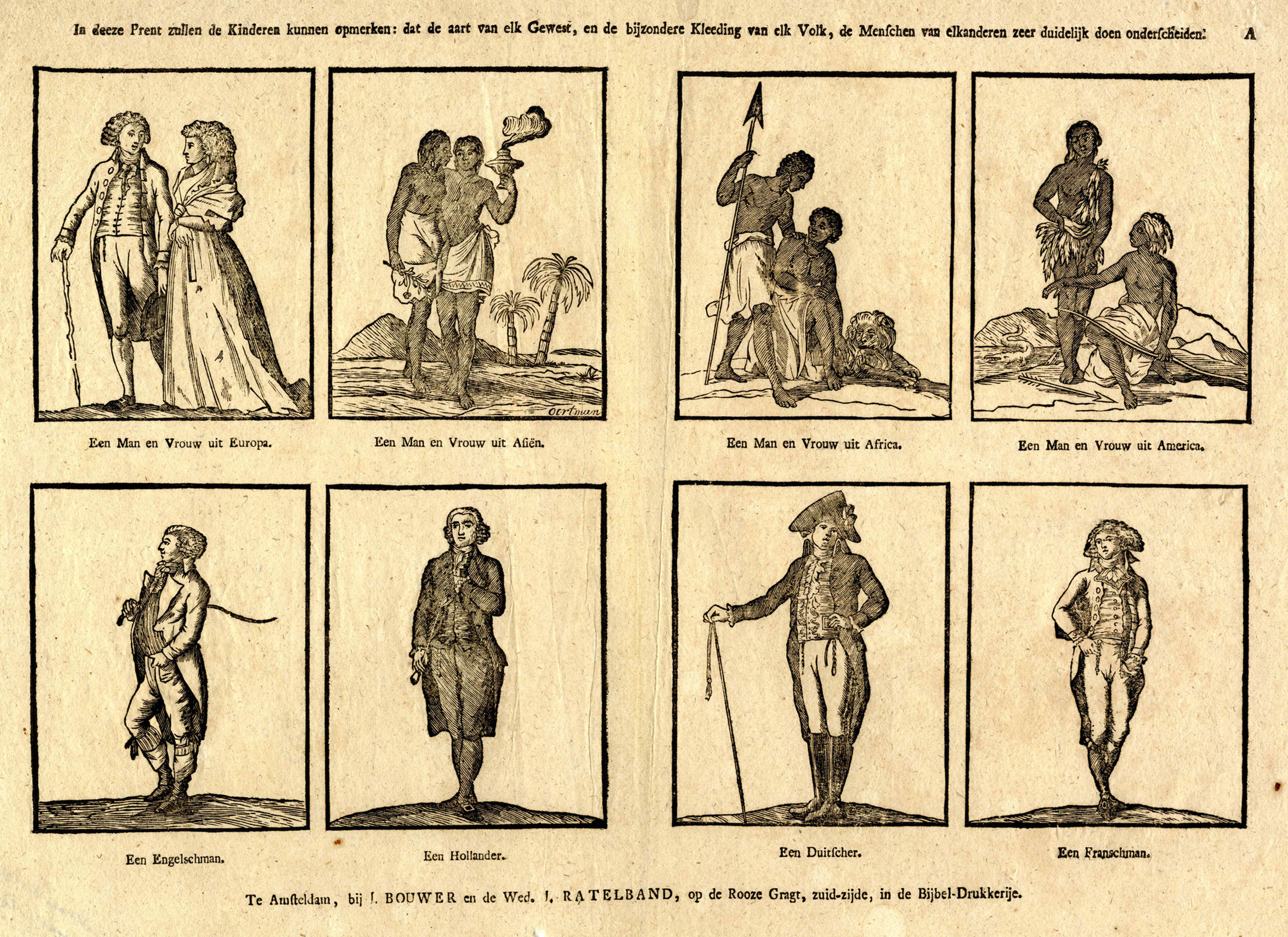
Một bản khắc Hà Lan thế kỷ 18 của các dân tộc trên thế giới, mô tả cư dân của châu Á, châu Mỹ và châu Phi trong trang phục đặc trưng của họ. Dưới đây là một người Anh, một người Hà Lan, một người Đức và một người Pháp.

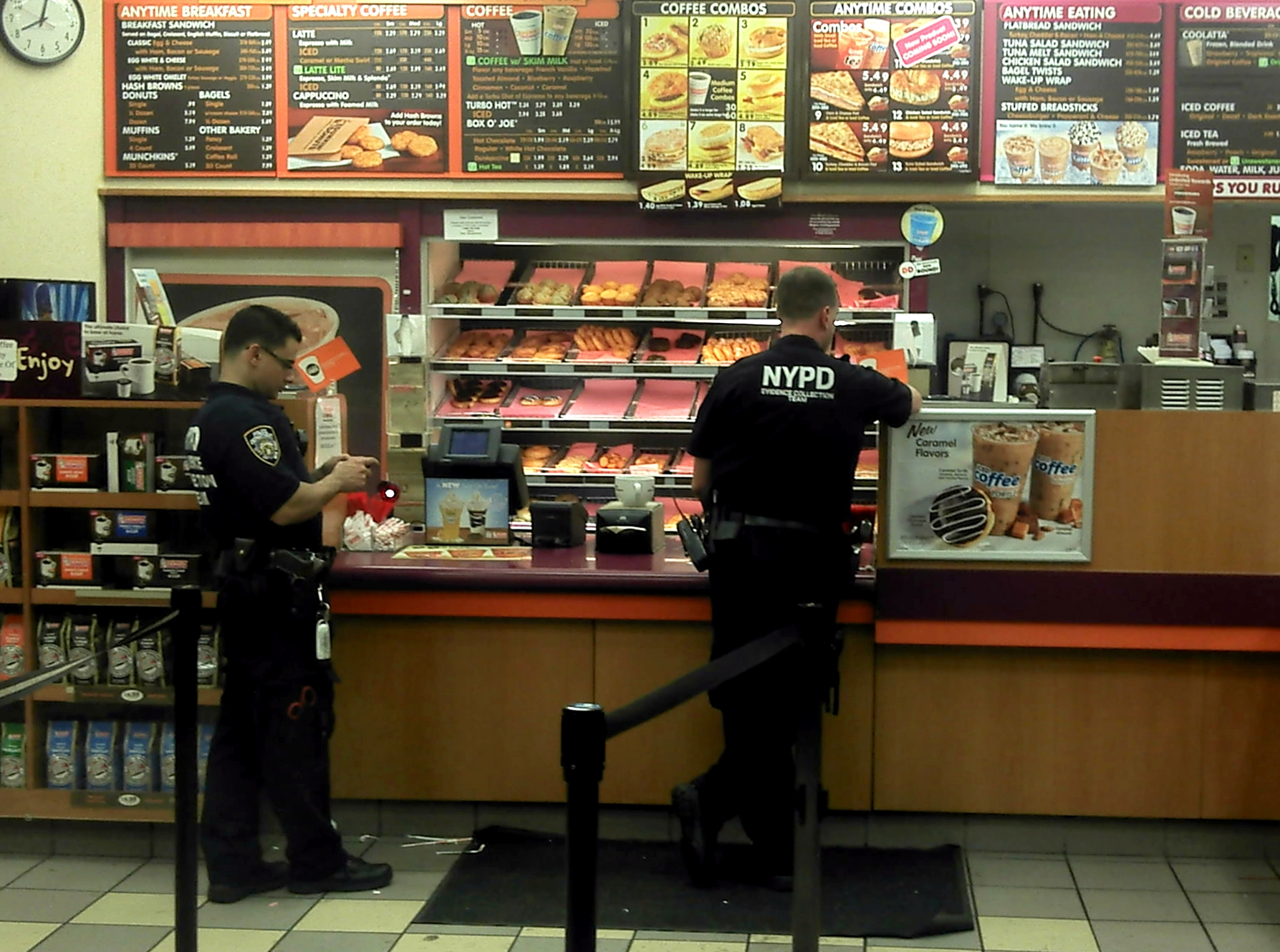
Các sĩ quan cảnh sát mua bánh rán và cà phê, một ví dụ về hành vi rập khuôn ở Bắc Mỹ.

Trong tâm lý học xã hội, một khuôn mẫu là một niềm tin quá khái quát về một loại người cụ thể. Các bản mẫu được khái quát hóa vì người ta cho rằng bản mẫu này đúng với từng người trong danh mục. Mặc dù việc khái quát hóa như vậy có thể hữu ích khi đưa ra quyết định nhanh chóng, chúng có thể bị sai sót khi áp dụng cho các cá nhân cụ thể. Các khuôn mẫu khuyến khích việc định kiến  và có thể phát sinh vì một số lý do.

## Khuôn mẫu rõ ràng
Các khuôn mẫu rõ ràng là những người sẵn sàng nói ra điều đó bằng lời và thừa nhận với các cá nhân khác. Nó cũng đề cập đến các khuôn mẫu mà người ta nhận thức được rằng người ta nắm giữ và nhận thức được rằng người ta đang sử dụng để đánh giá con người. Mọi người có thể cố gắng kiểm soát một cách có ý thức việc sử dụng các khuôn mẫu rõ ràng, mặc dù nỗ lực kiểm soát của họ có thể không hoàn toàn hiệu quả.

## Khuôn mẫu ngầm

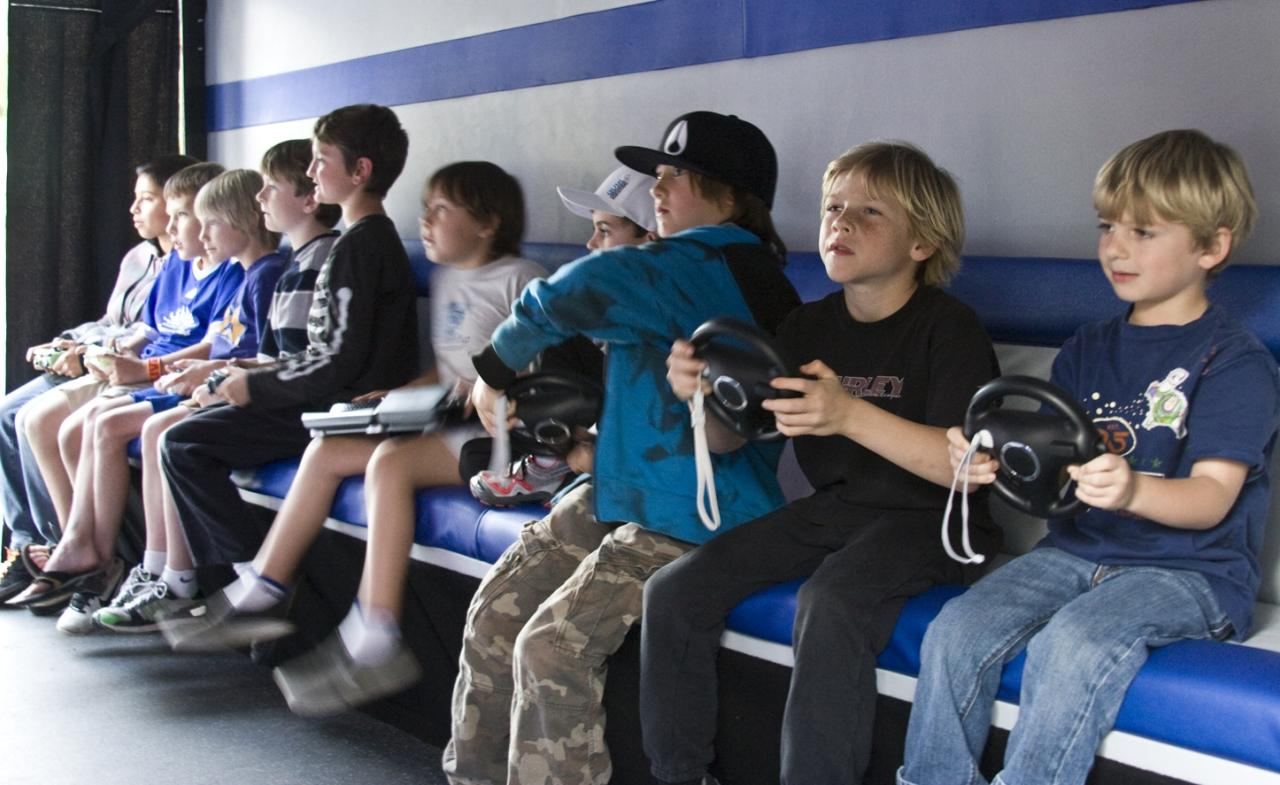
" Chỉ có đàn ông mới chơi trò chơi điện tử"

Chỉ có đàn ông mới chơi trò chơi điện tử là một khuôn mẫu phổ biến. Trên thực tế, khi bao gồm việc chơi game trên điện thoại di động, gần một nửa số game thủ là nữ. Phụ nữ có nhiều khả năng chơi các trò chơi trên điện thoại di động hơn các trò chơi điện tử truyền thống.
Các khuôn mẫu tiềm ẩn là những thứ nằm trong tiềm thức của cá nhân, mà họ không kiểm soát hay nhận thức được.
Trong tâm lý học xã hội, một khuôn mẫu là bất kỳ suy nghĩ nào được áp dụng rộng rãi về các loại cá nhân cụ thể hoặc một số cách hành xử nhất định nhằm đại diện cho toàn bộ nhóm của những cá nhân hoặc hành vi đó nói chung. Những suy nghĩ hoặc niềm tin này có thể hoặc không thể phản ánh chính xác thực tế. Trong tâm lý học và trên các lĩnh vực khác, các khái niệm và lý thuyết khác nhau về sự rập khuôn tồn tại, đôi khi chia sẻ những điểm chung, cũng như chứa đựng các yếu tố mâu thuẫn. Điều đáng chú ý là, ngay cả trong các ngành khoa học xã hội và một số môn học phụ của tâm lý học, các khuôn mẫu đôi khi được sao chép và có thể được xác định trong các lý thuyết nhất định, ví dụ, trong các giả định về các nền văn hóa khác.